# 郭镇 (汉朝)
郭镇（1世纪—129年），《東觀漢記》作郭願，字桓钟，颍川郡阳翟县（今河南省禹州市）人，东汉政治人物，郭躬弟弟的儿子。
郭镇少传家业，明习律令。开始被辟入太尉府，汉安帝延光年间任尚书。宦官中黄门孙程诛中常侍江京拥立济阴王刘保，郭镇率羽林卫士击杀卫尉阎景，立大功，拥立刘保为汉顺帝。以功任尚书令，太傅桓焉、三公为其请功，奏请郭镇冒犯白刃，手剑贼臣，奸党殄灭，宗庙以宁，功比刘章，宜显爵土，以励忠贞。于是封郭镇为定颍侯，食邑二千户。转任河南尹、廷尉，后被免职。永建四年（129年），在家中去世。诏赐冢茔地。